# Slither.io
Slither.io는 iOS, 안드로이드, 웹 브라우저용으로 사용 가능한 다인용 온라인 비디오 게임으로, Steve Howse가 개발하였다. 플레이어의 목표는 지렁이를 닮은 아바타를 컨트롤하며 여러 색의 알갱이들을 먹어 서버에서 가장 긴 지렁이를 성장시키는 것이다.
이 게임은 퓨디파이 등 여러 저명한 유튜브 사용자들 사이의 홍보에 힘입어 인기를 끌게 되었으며 출시 직후 앱 스토어에서 최상위권에 올랐다.